# Арнольд, Владимир Фёдорович
Владимир Фёдорович Арнольд (1872—1918) — российский экономист и статистик, либеральный народник. Дед математика Владимира Игоревича Арнольда.

## Биография
Родился в семье уроженца Вильны Фёдора Михайловича Арнольда (Арнольди, 1842—1906), служившего по интендантской части в Военном Министерстве, и Калисты Фёдоровны Арнольд (урождённой Павловой, 1838—?). Дед, сын прусского подданного Михаил Константинович Арнольд (Арнольди, 1811, Вильна — ?), выпускник Екатеринославской гимназии, служил в гусарском Лубенском полку, затем ротным командиром Виленской бригады пограничной стражи; был женат на Анастасии Яковлевне Яковлевой (1817—?).
Окончил курс в Петровской академии. С 1896 по 1899 году заведовал сельскохозяйственным бюро Херсонского уездного земства; затем два года стоял во главе статистического отделения Харьковского губернского земства, где исполнил весьма детальное исследование Змиевского уезда.
В 1901 году должен был покинуть свою должность, после чего получал приглашения в города Владимир и Чернигов, но не был утверждён. В 1902 году прибыл в столицу Бакинской губернии, город Баку, для заведования городской статистикой, но вскоре тяжело заболел.
Главные работы: «Опыт изучения крестьянских расходов по данным 50 описаний крестьянских хозяйств Херсонского уезда» (1898 год) и «Общие черты агрономической техники и сельскохозяйственной экономики крестьянских хозяйств Херсонского уезда» (1902 год).
В статистической подсекции XI съезда натуралистов В. Ф. Арнольд сделал сообщение, напечатанное в трудах подсекции и в «Известиях Московского сельскохозяйственного института» (1903) под заглавием «Опыт применения элементарных начал аналитической геометрии к открытию статистических зависимостей». На ту же тему была опубликована статья в «Народном хозяйстве».
В 1904 году в городе Одессе вышла ранее написанная брошюра Арнольда «Политико-экономические этюды», где в математической форме излагаются некоторые положения, основанные на трудовой гипотезе ценности. В работе Арнольд применил методы экономико-математического анализа для обоснования преимуществ мелкого крестьянского хозяйства перед капиталистическим.
В своих трудах В. Ф. Арнольд выделяется глубиной теоретической мысли и настойчивым вниманием к интересам мелкого земледельческого хозяйства. В книге «Общие черты» представлен и подробно проанализирован бюджет 124 крестьянских хозяйств Херсонского уезда.
В. Ф. Арнольд широко пользовался уравнениями корреляции и регрессии для поиска факторов, определяющих производительность крестьянского труда и доходы семейных хозяйств.
Владимир Фёдорович Арнольд скончался в 1918 году в больнице города Херсона.

## Вклад в науку
Российский экономист В, Ф. Арнольд, проводя бюджетные обследования семей в Воронежской губернии, выразил наблюдаемые им тенденции в алгебраической форме в своей работе «Законы соотношения главнейших элементов хозяйственных бюджетов» за 1903 год: увеличение потребления отдельных благ по мере роста благосостояния семей хорошо описывается формулой:
{\displaystyle R=a+bB},
где {\displaystyle R} — расход на потребляемое благо; {\displaystyle B} — общий денежный бюджет крестьянского хозяйства; {\displaystyle a} и {\displaystyle b} — константы, различающиеся по группам семей разного достатка.
Формула для повседневных продуктов питания:
{\displaystyle R=a+bB+cB^{2}},
где для водки {\displaystyle b=0}.

## Семья
- Жена — Вера Степановна Арнольд (в девичестве Житкова, 1877—1963), дочь учителя математики Степана Васильевича Житкова (автора переиздававшегося «Задачника для начальных школ»), сестра писателя Борисa Житкова.

## Комментарии
1. ↑  В декабре 1916 года некий В. Ф. Арнольд был избран гласным так называемой "Прогрессивной" Московской городской думы[2]. Уверенности в том, что это именно Владимир Фёдорович Арнольд, экономист и статистик, нет.